# Balod
Balod ist eine Stadt im indischen Bundesstaat Chhattisgarh.
Die Stadt ist Hauptort des Distrikts Balod. Balod hat den Status eines Municipal Council. Die Stadt ist in 18 Wards gegliedert. Sie hatte am Stichtag der Volkszählung 2011 23.648 Einwohner, von denen 11.798 Männer und 11.850 Frauen waren. Die Alphabetisierungsrate lag 2011 bei 88,1 % und damit über dem nationalen Durchschnitt. Hindus bilden mit einem Anteil von ca. 88 % die Mehrheit der Bevölkerung in der Stadt. Muslime bilden mit einem Anteil von ca. 6 % eine Minderheit.